# 信太貝吹山古墳
信太貝吹山古墳（しのだかいぶきやまこふん）は、大阪府和泉市太町にある古墳。形状は帆立貝形古墳。和泉市指定史跡に指定されている。

## 概要
| 群 | 群 | 古墳名         | 形状         | 規模   | 築造時期 |
| -- | -- | -------------- | ------------ | ------ | -------- |
| 北 |    | 和泉黄金塚古墳 | 前方後円墳   | 94m    | 4c末     |
|    | 南 | 丸笠山古墳     | 前方後円墳   | 96m    | 4c末     |
|    | 南 | 鍋塚古墳       | 円墳         | 60-70m | 5c初     |
|    | 南 | 王塚古墳       | 帆立貝形古墳 | 46m    | 5c中     |
| 北 |    | 信太貝吹山古墳 | 帆立貝形古墳 | 60m    | 5c前     |
| 北 |    | カニヤ塚古墳   | 帆立貝形古墳 | 不明   | 5c後     |
| 北 |    | 大園古墳       | 帆立貝形古墳 | 50m    | 5c末     |
| 北 |    | 富木車塚古墳   | 前方後円墳   | 48m    | 6c中     |
|    | 南 | 狐塚古墳       | 前方後円墳   | 58m    | 6c後     |

大阪府南部、信太山丘陵北西麓の低位段丘上に築造された古墳である。「貝吹山」の古墳名は、江戸時代の一揆（千原騒動）において農民が法螺貝を合図に当地に集まったことに由来する。これまでに部分的な発掘調査が実施されている。
墳形は前方部が短小な帆立貝形の前方後円形で、前方部を北西方向に向ける。墳丘長は約60メートル、後円部は直径50メートル・高さ7.7メートルを測る。墳丘表面では葺石・埴輪（円筒埴輪・形象埴輪）が認められるほか、墳丘周囲には周濠が巡らされる。埋葬施設は明らかでない。出土品には埴輪のほか滑石製槽がある。
築造時期は、古墳時代中期の5世紀前半頃と推定される。和泉地方北部では首長墓古墳として北群・南群の2群が認められるが、北群・南群にはそれぞれ時期的空白が認められることから両群が輪番制で首長を担ったと推定され、本古墳はそのうちの1つに位置づけられる。
古墳域は2003年（平成15年）に和泉市指定史跡に指定されている。

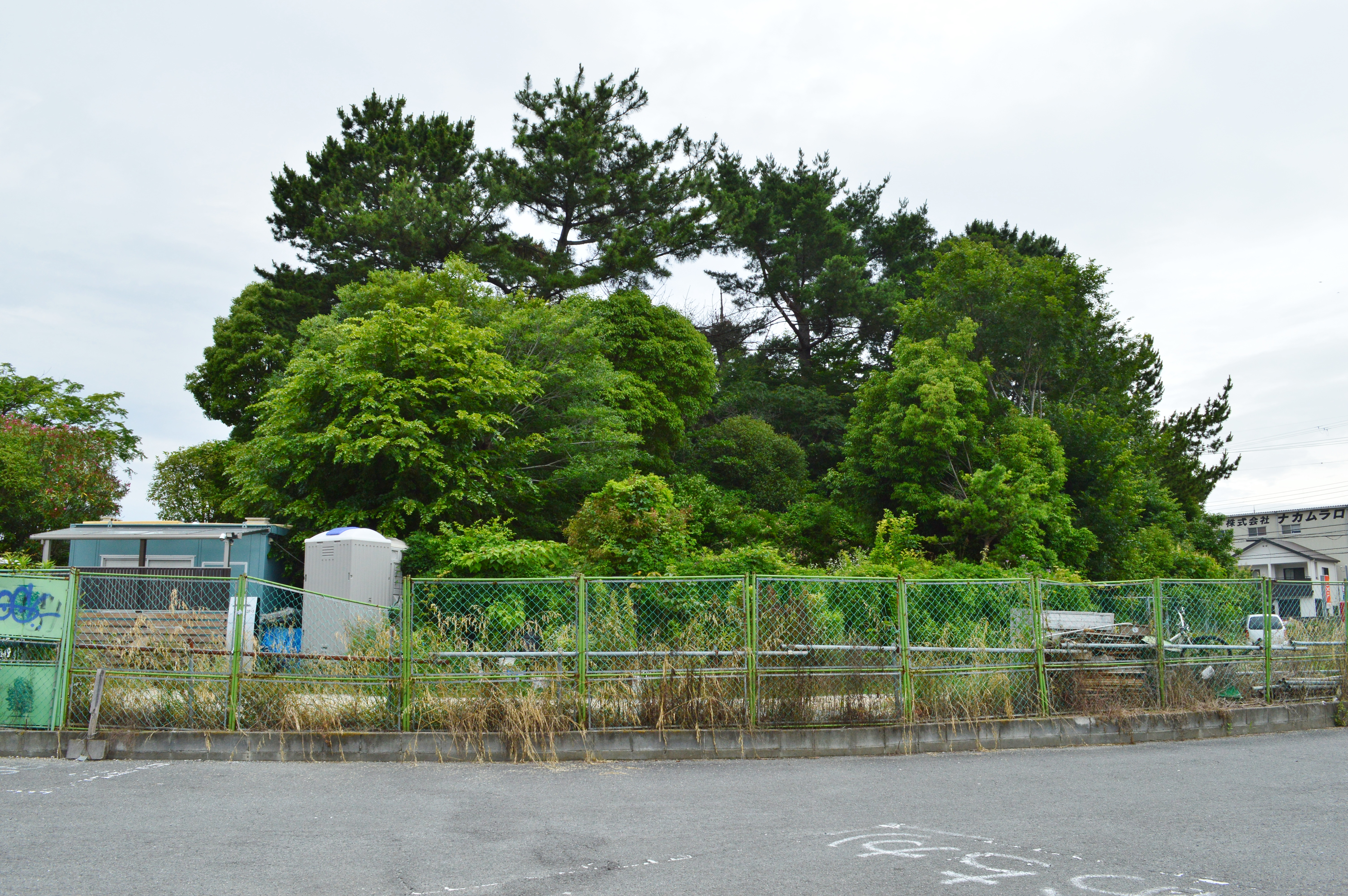
墳丘全景 中央に後円部、左に前方部。

## 文化財

### 和泉市指定文化財
- 史跡
  - 信太貝吹山古墳 - 2003年（平成15年）3月28日指定[5]。

## 関連文献
（記事執筆に使用していない関連文献）
- 「信太貝吹山古墳」『和泉市埋蔵文化財発掘調査概報26』和泉市教育委員会、2016年。